# Kyrklandet, Korpo
Kyrklandet är en ö i Finland. Den ligger i kommunen Pargas stad i landskapet Egentliga Finland, i den sydvästra delen av landet, 180 km väster om huvudstaden Helsingfors.
Kyrklandet är huvudön i Korpo. Skärgårdsvägen går över Kyrklandet och knyter samman ön med Nagu i öster och Houtskär i väster. Numera räknas dock officiellt Skärgårdsvägen sluta i Korpo, medan sträckningen till Houtskär är förbindelseväg 1800. Från Galtby finns även förbindelse till Norrskata med landsvägsfärja samt till Kökar, Sottunga, Överö och Långnäs med Ålandstrafiken.